# Вінницький повіт
Вінницький повіт  (рос. Винницкий уезд, пол. Wynnicki powiat) — історична адміністративно-територіальна одиниця Подільської губернії, утворена в 1796 році. Повітовий центр — місто Вінниця.
Герб повіту: в полю червоному два палаші навхрест, а посередині знаходиться хрест, знизу роздвоєний.

## Розташування
Повіт розташовувався на північному сході губернії. Межував на півдні і південному сході з Брацлавським повітом, на південному заході з Могилівським, на заході з Літинським повітами Подільської губернії, на півночі з Житомирським повітом Волинської губернії і на сході з Бердичівським повітом Київської губернії.

## Міста
- Вінниця з передмістями Вінницькі Великі Хутори, Вінницькі Малі Хутори, Дубовецька Слобідка, Замістя, Садки, Старе Місто, П'ятничани.
- Жмеринка (безповітове місто).

## Волості
Станом на 1885, 1895, 1897, 1905, 1910, 1913 повіт поділявся на 10 волостей: Браїлівська, Гавришівська, Калинівська, Кутищанська (Малокутищанська у 1885 і 1913), Острожецька (в 1913 Велико-Острожецька), Пиківська, Станіславчицька, Стрижавська, Тиврівська, Юзвинська.
У 1921 році створений Жмеринський повіт, до якого перейшли Браїлівська і Станіславчицька волості.
Станом на 1922 повіт поділявся на 9 волостей: Гавришівська, Гніванська, Калинівська, Люлинецька, Острожецька, Пиківська, Стрижавська, Тиврівська, Юзвинська.

## Населення
Згідно з переписом населення Російської імперії 1897 року в повіті проживало 248 314 чоловік. З них 74,44 % — українці, 12,38 % — євреї, 7,11 % — росіяни, 5,11% — поляки.
В 1860 в повіті (без міста) проживало 115735 мешканців. В кін. 19 ст. мешканців було 202149 (101934 чоловіків і 100215 жінок). З них 0,9% були шляхтичі, 0,6% духовних осіб, 19,2% — міщан, 69,7% — селян, 8,6% військового стану, 0, 6% іноземців. За релігійним визнанням 74, 3% було православних, 8,9% католиків, 0,4% евангеліста, 2% старовірців. Однодворців  — 3049. В повіті було 13 церквов мурованих і 120 дерев'яних, 2 жіночих монастирі в Вінниці та Браїлові. Євреї мали в повіті 8 синагог. В Вінниці знаходилося 2 школи: одна шестикласова та одна повітова двокласова. Знаходилося в повіті 25 повітових шкіл до яких ходило 2000 дітей та 67 шкіл церковних.
Станом на 1885 рік налічував 134 сільських громад, 163 поселення у 9 волостях. Населення — 130 457 осіб (63468 чоловічої статі та 66989 — жіночої), 16 171 дворове господарство.
|                     | Площа, десятин | У тому числі орної, дес. |
| ------------------- | -------------- | ------------------------ |
| Сільських громад    | 109897         | 78774                    |
| Приватної власності | 126944         | 67167                    |
| Казенної власності  | —              | —                        |
| Іншої власності     | 6624           | 4040                     |
| Загалом             | 243459         | 149982                   |

У Вінниці знаходився повітовий шпиталь, окрім Вінниці шпиталі були також у Пикові та Браїлові, було ще 6 фабричних шпиталів при цукроварнях.
Через повіт проходив старий поштовий тракт з Літина до Немирова. В повіті знаходилося 231 фабрика, 6 цукровень, 6 винокурень, 157 млинів і 20 вітряків, фабрика тютюну, 3 миловарні, 3 фабрики свічок, 13 гарбарень, 3 пивоварні, фабрика оцту, фабрика дріжджів, 23 цегельні, 19 гончарень, 13 вапнярок, фабрика мінеральної води, 2 друкарні, літографія та фотосалон.
У повіті знаходилося 386 закладів, що продавали алкогольні напої: 288 шинків, 73 заїздів та ресторанів, 25 винарень. Ярмарки відбувалися лише в Пикові.

## Персоналії
- Гандзюк Яків Григорович — генерал-майор військ Центральної Ради.